# Sunred Beach FC
Sunred Beach FC var en københavnsk fodboldklub fra 2006 til 2021, med hjemmebane på Ryparken på Østerbro.

## Historie
Sunred Beach blev stiftet i 2006, efter at idéen opstod under en polterabend endte med, at blive startskuddet til en nystartet klub i Serie 5 i KBU. Stifterne af klubben og de spillere, der var med til at starte projektet op kom alle mere eller mindre fra byen Solrød Strand (deraf navnet Sunred Beach).
Sunred vandt overlegent klubbens første sæson i 06/07 i Serie 5. Året efter sikrede klubben sig endnu en oprykning, da Sunred snuppede den ene af de tre oprykningspladser i Serie 4.
Herefter mistede Sunred Beach en håndfuld en spillere, og løb for første gang ind i nogle alvorlige problemer og nederlag, som i sidste ende kostede klubbens første nedrykning. Tilbage i Serie 4 stabiliserede klubben sig og sluttede på en 4. plads.
Oprykningen til Serie 3 lod dog vente på sig. I sæsonen 2010/2011 vandt Sunred rækken med hele 13 point ned til nr. 2. En sæson hvor holdet bl.a. vandt samtlige 11 kampe i foråret. Tilbage i Serie 3 i 2011/2012-sæsonen sikrede Sunred sig endnu en oprykning, da man igen sluttede på rækkens førsteplads. Dermed skulle Sunred for første gang i klubbens historie spille i Serie 2.
I to sæsoner i træk sluttede Sunred som 5'er i rækken men i klubbens tredje år som Serie 2-klub, sikrede holdet sig oprykning til Serie 1. Oprykningen kom i hus d. 21. juni 2015, da man spillede uafgjort 2-2 mod BK Stefan. Dermed vandt Sunred Beach rækken for næsen af forhåndsfavoritterne BK Fix.
Sunred Beach har igennem årene tiltrukket spillere der tidligere har haft deres daglige færden i Superligaen og Divisionerne samt enkelte der har været i udlandet.
Sunred Beach FC blev opløst i 2021.